# Kevo
Kevo je priimek v Sloveniji, ki ga je po podatkih Statističnega urada Republike Slovenije na dan 1. januarja 2010 uporabljalo 7 oseb.

## Znani nosilci priimka
- Vladimir Kevo (*1968), atlet, metalec kladiva, trener Primoža Kozmusa